# Tęczak (ptak)
Tęczak (Tachuris rubrigastra) – gatunek małego ptaka z monotypowej rodziny tęczaków (Tachurisidae). Występuje w Ameryce Południowej. Nie jest zagrożony wyginięciem.

## Taksonomia
Po raz pierwszy gatunek opisał Louis Jean Pierre Vieillot w 1817 roku. Przydzielił mu nazwę Sylvia rubrigastra. Holotyp pochodził z Paragwaju. Obecnie Międzynarodowy Komitet Ornitologiczny (IOC) uznaje tęczaka za przedstawiciela monotypowego rodzaju Tachuris. Przynależność do rodziny nie jest pewna w przypadku tego gatunku. Wedle IOC należy on do rodziny tyrankowatych (Tyrannidae), podczas gdy autorzy The Howard and Moore Complete Checklist of the Birds of the World umieszczają go w monotypowej rodzinie tęczaków (Tachurisidae). Opisana została w 2013 (Ohlson et al.), a wyodrębniona na podstawie wyników badań molekularnych. Oryginalnie użyta nazwa „Tachurididae” została w 2015 roku skorygowana na „Tachurisidae”. Według autorów rodzina ta spokrewniona jest z tyrankowatymi oraz Rhynchocyclidae (nieuznana przez IOC rodzina) i tworzy odrębną linię rozwojową datowaną na wiek 25–28 mln lat. IOC wyróżnia 4 podgatunki, autorzy Handbook of the Birds of the World także.
Nazwa rodzajowa Tachuris pochodzi od słów Tachurí i Tarichú, które w języku guarani oznaczają różne małe ptaki (dosłownie oznaczają „zjadacza mrówek” lub „zjadacza larw”). Nazwa gatunkowa rubrigastra oznacza z łaciny „czerwonobrzuchy” (ruber – „ czerwony” i gaster – „brzuch”).

## Podgatunki i zasięg występowania
IOC wyróżnia następujące podgatunki:
- T. r. alticola (von Berlepsch & Stolzmann, 1896) – centralne i południowo-wschodnie Peru (Region Junín na południe po Region Puno), zachodnia Boliwia (departamenty La Paz i Oruro) i północno-zachodnia Argentyna (prowincje Jujuy i Tucumán)[2]
- T. r. libertatis Hellmayr, 1920 – zachodnie Peru (Region La Libertad na południe po Region Lima i południowy Region Ica)[2]
- T. r. loaensis Philippi Bañados & Johnson, AW, 1946 – północne Chile (region Antofagasta w miejscu, gdzie zbiegają się rzeki Loa i San Salvador)[2]
- T. r. rubrigastra (Vieillot, 1817) – Paragwaj, południowo-wschodnia Brazylia (południowy stan São Paulo, Rio Grande do Sul), centralne i zachodnie Chile (Atakama na południe po prowincję Chiloé i region Aisén), Argentyna (prowincja Misiones, obszar od Santa Fe po Santa Cruz), Urugwaj[2]

## Morfologia
Tęczak to drobny, smukły ptak mierzący 11–11,5 cm długości (osobniki, które zbadał Taczanowski były większe i mierzyły 12 cm). Sylwetką zbliżony do pokrzewki. Wyróżnia się długimi, wysmukłymi skokami oraz bardzo wąskim i ostro zakończonym dziobem. Masa ciała: 6,5 do 8 g.
Wymiary kilku osobników podane w milimetrach:
|                        | Lokalizacja                                                       | Skrzydło  | Ogon | Skok | Dziób            |
| ---------------------- | ----------------------------------------------------------------- | --------- | ---- | ---- | ---------------- |
| ♂                      | Peru (Junin, bez dokładniejszej jednostki, i prowincja Pacasmayo) | 55        | 45   | 19   | 13               |
| ♀                      | Peru (Junin, bez dokładniejszej jednostki, i prowincja Pacasmayo) | 47        | 39   | 18   | 13               |
| nn                     | La Plata                                                          | 50        | 35   | –    | 8                |
| ♂¹ – podg. nominatywny | La Plata                                                          | 50        | 46   | 21   | 8 (inny osobnik) |
| ♂♂ – podg. alticola    | zach. Boliwia                                                     | 54,5–59,5 | –    | –    | –                |

¹Oryginalne wymiary podano w calach; zamieszczone tu stanowią przybliżenie
Dalszy opis dotyczy samca podgatunku nominatywnego. Wierzch ciała brązowozielony; barwa na głowie przechodzi w czerń z domieszką niebieskiego, co jest szczególnie widoczne na pokrywach usznych. Brew płowa, lekko zielonkawa; na szczycie głowy szkarłatna plamka. Skrzydła i sterówki czarniawe. Wewnętrzne chorągiewki lotek (zewnętrzne w przypadku najbardziej wewnętrznych, lotek trzeciorzędowych) i część pokryw skrzydłowych większych przybiera barwę białą, podobnie jak i para zewnętrznych sterówek, zewnętrzne krawędzie kolejnych ich par i zakończenia części z nich. Spód ciała pokrywają pióra ochrowożółte, na gardle bielsze. Okolice kloaki czerwone. Od zgięcia skrzydła do zgięcia drugiego skrzydła ciągnie się spodem ciała czarny pas, w środku przerwany przez żółte pióra. Dziób i nogi czarne; podeszwy stóp pomarańczowe. Philip Lutley Sclater podaje, że samce mają tęczówki niebieskie („w kolorze nieba”), zaś samice tęczówki białe.

## Ekologia

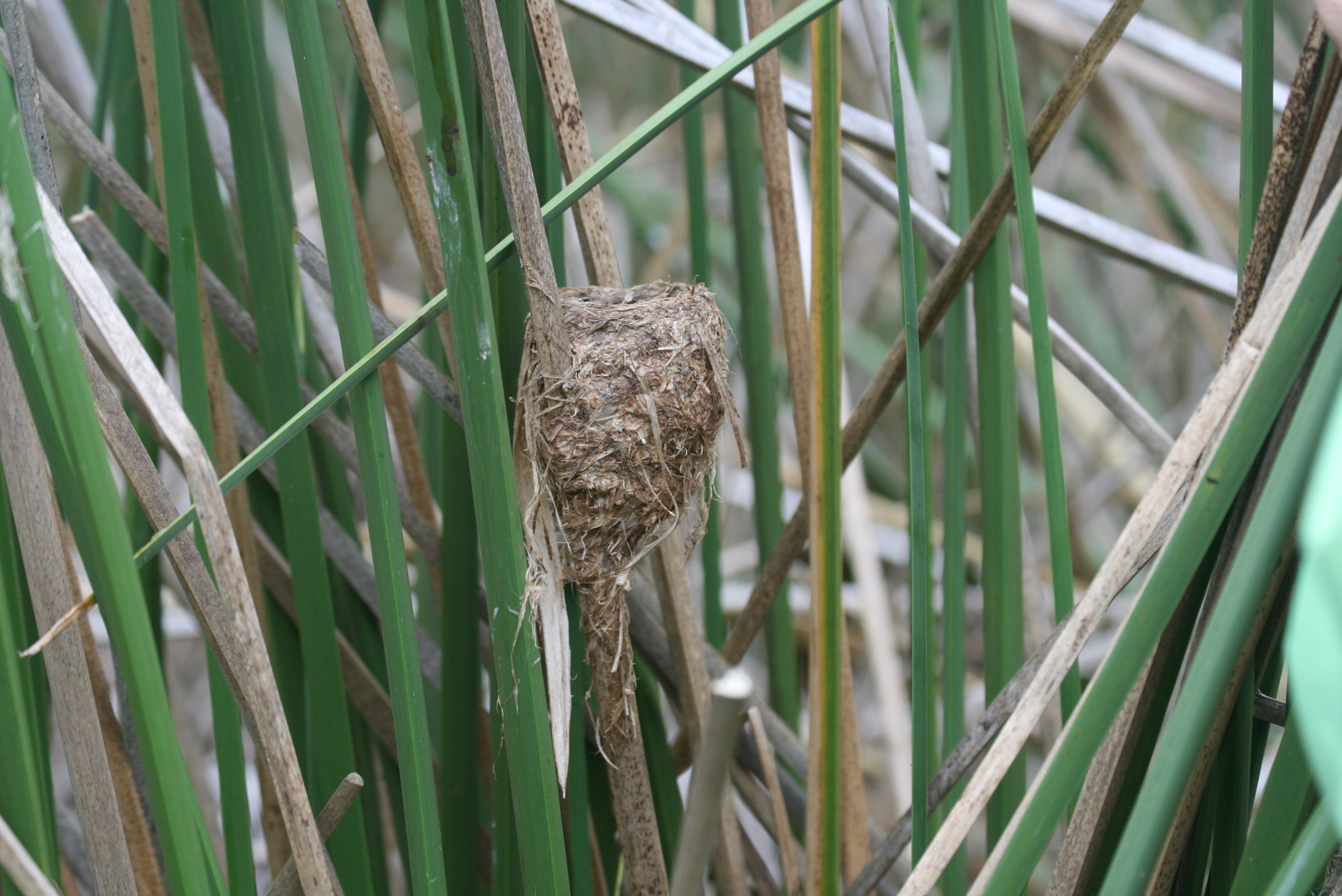
Gniazdo tęczaka

Środowiskiem życia tęczaka są rozległe trzcinowiska, bagna oraz trawiaste obrzeża jezior. Rzadko pozostawia trzcinowiska na rzecz przybrzeżnych zarośli. Spotykany od poziomu morza po 4200 m n.p.m. Żeruje na owadach, samotnie lub w grupach rodzinnych, wśród gęstego sitowia. Często kurczowo przylega do łodygi rośliny lub zwisa z niej do góry nogami. Niekiedy biega lub skacze po ziemi, błocie albo pływającej roślinności. Odzywa się podobnymi do owadzich (lub do stukania nożem o talerz) dźwiękami tik. Poza tym odzywa się bulgoczącym lub brzęczącym piwup bzzzzt albo piwup piwuprrrrp.

### Lęgi
W Peru jaja obserwowano w październiku, pisklęta we wrześniu, zaś opierzające się pisklęta w lutym. W południowo-wschodniej Brazylii ptaki z powiększonymi gonadami stwierdzano we wrześniu i październiku, opierzające się młode w lutym; w Argentynie na Cape San Antonio gniazduje w okresie koniec października–początek stycznia. Tęczaki budują charakterystyczne zwarte gniazda o kształcie stożka, które bokiem przytwierdzone są do łodygi trzciny. Budulec stanowią mokre liście trzcin, które po wyschnięciu mają fakturę kartonu; P.L. Sclater podaje, że po zaschnięciu gotowa konstrukcja może nawet wyglądać jak odlana w formie. W zniesieniu 3 lub 4 jaja (według Sclatera i Ernesta Gibsona także i dwa). Okazy znajdujące się w Muzeum Historii Naturalnej w Londynie (dawniej British Museum) mierzą około 16–18 na 11–13 mm, barwa skorupki opisana jako od jasnej po ciemną kremową; część jaj jest gładka, zaś część ma przy szerszym końcu kropki barwy jasnordzawej i liliowej. Poza tym brak danych.

## Status zagrożenia i ochrona
Przez IUCN T. rubrigastra klasyfikowany jest jako gatunek najmniejszej troski (LC, Least Concern) nieprzerwanie od 1988 (stan w 2020). BirdLife International szacuje całkowity zasięg na 6,92 mln km². Wymienia jedną ostoję ptaków IBA, w której występuje tęczak – Ciénagas del Name w Chile. Gatunek zasiedla wiele obszarów chronionych, w tym Rezerwat Costanera Sur w Argentynie.